# Seemannsclub Welcome

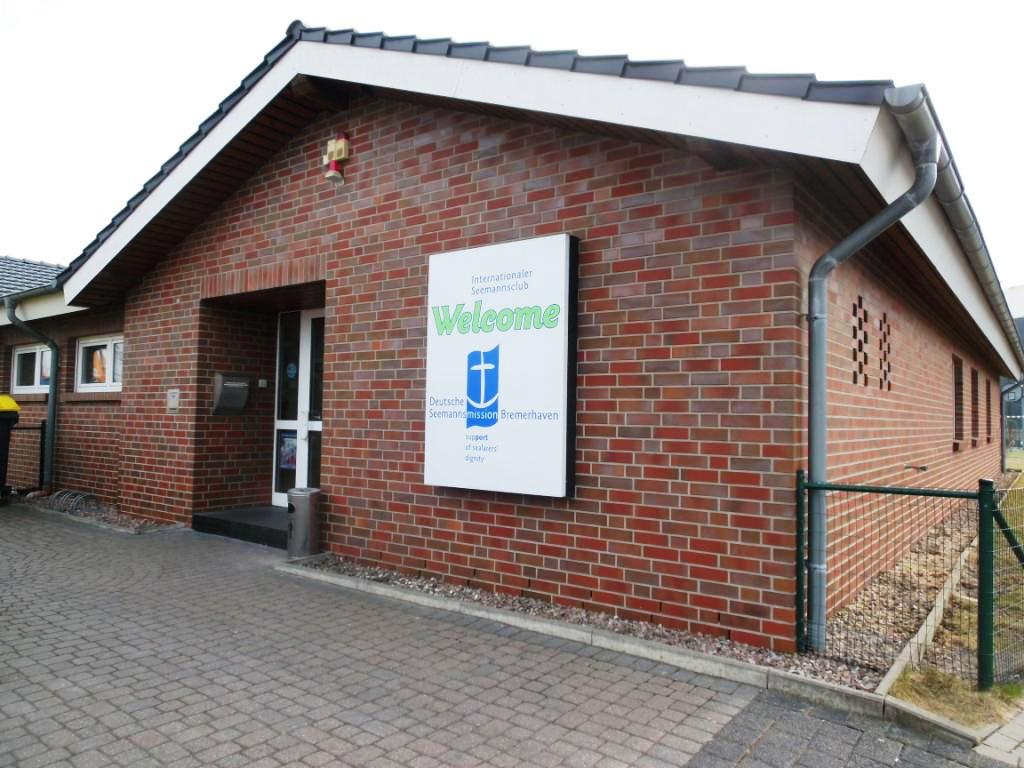
Bremerhavener Seemannsclub „Welcome“

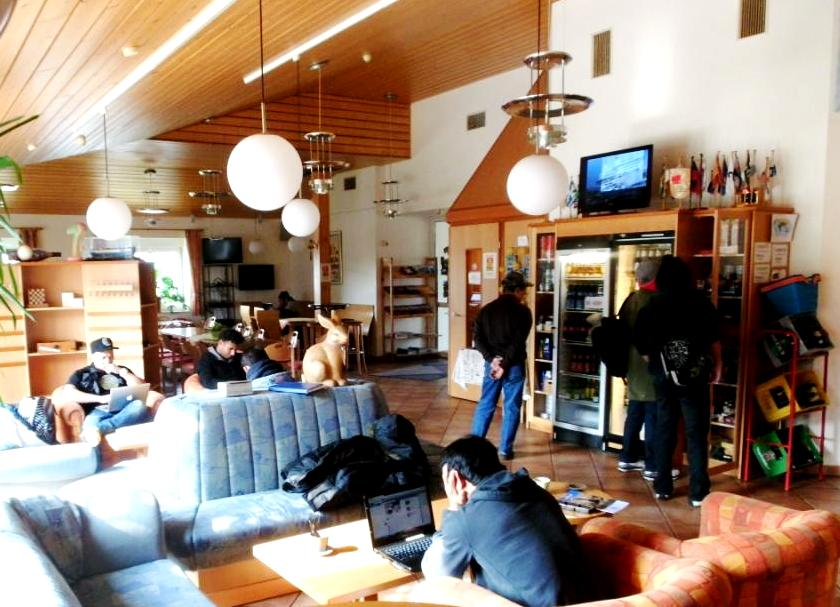
Blick in den Aufenthaltsraum

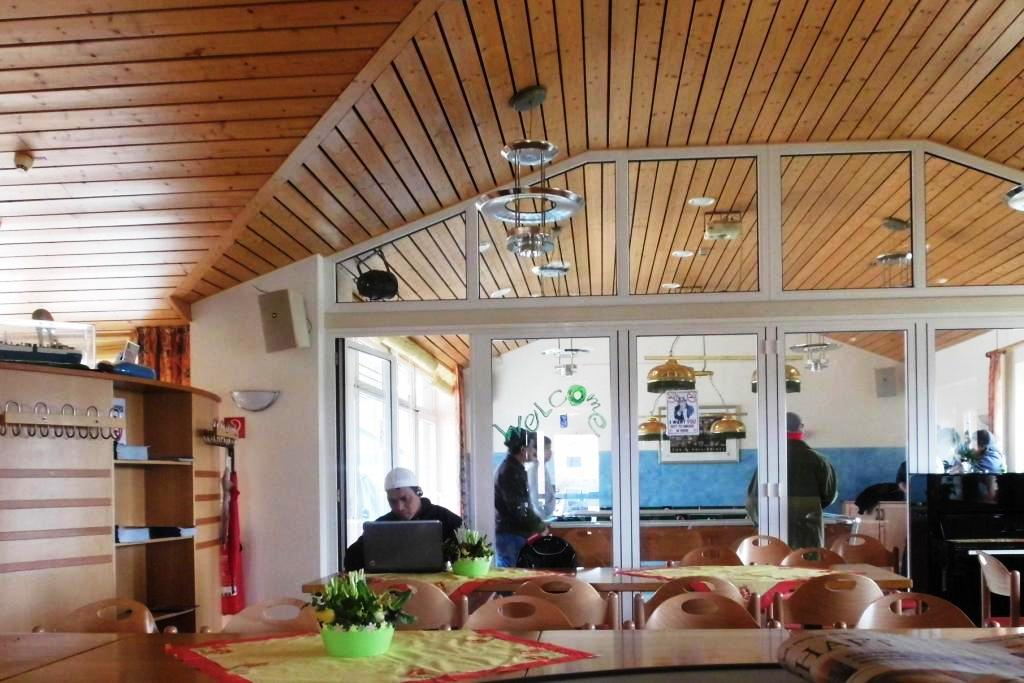
Billard und Tischtennisraum

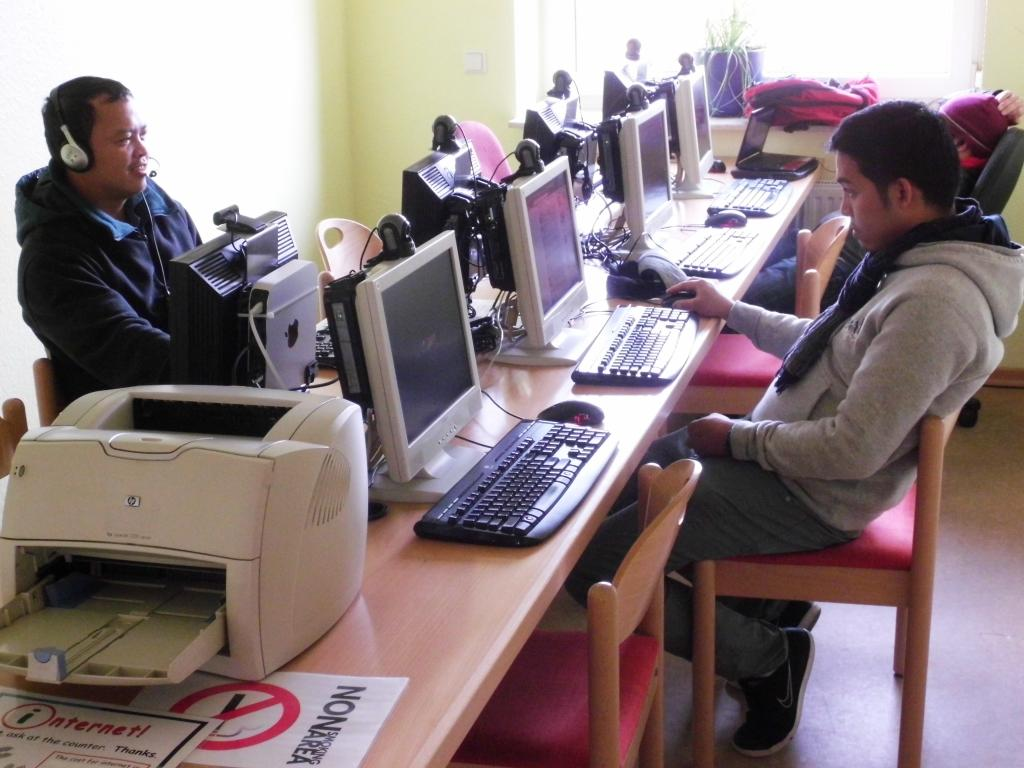
Internetcafé

Der Seemannsclub Welcome in Bremerhaven besteht seit Ende 2002 und befindet sich an der Nordschleuse in der Nähe des Container-Terminals.

## Geschichte
Johann Hinrich Wichern gab im Jahre 1848 mit seiner Rede auf dem Wittenberger Kirchentag in Deutschland den entscheidenden Anstoß für die Gründung der diakonischen Werke und der Deutschen Seemannsmission. Das erste Seemannsheim in Deutschland wurde 1854 in Bremen gegründet, die erste Seemannsmission im Inland entstand 1891 in Hamburg.
1981 öffnete der „Internationale Seemannsclub“ in der Bremerhavener Schifferstraße im ehemaligen Schiffsjungenheim neben dem Seemannsheim seine Pforten. In den 7 Räumen war ein Freizeit- und Kommunikationszentrum als Anlaufpunkt für Seeleute, die sich tagsüber in Bremerhaven aufhielten, entstanden. Ein Raum war für alle Religionen als Andachts- und Meditationsraum eingerichtet und eine kleine Bar für Kaffee, Tee oder Bier rundete das Angebot ab. Der damalige Seemannspastor Ulrich Wahl und seine Helfer machten die Seeleute bei ihren Schiffsbesuchen auf dieses neue Angebot aufmerksam. Der „Internationale Seemannsclub“ wurde 1991 erweitert.
Der Seemannsclub „Welcome“ wurde im Dezember 2002 an seinem derzeitigen Standort in einem Neubau an der Nordschleuse eröffnet. Er ersetzte den bisherigen Bremerhavener Seemannsclub „Gute Stube“, der sich seit dem 9. Februar 1978 im Gatehouse II auf dem Containerterminal in Bremerhaven befand und damit der erste Club in Europa war, der sich in direkter Nähe der Schiffsliegeplätze befand. 1991 konnte der 100.000ste Seemann in der „Guten Stube“ begrüßt werden und 1998 wurde der „Internationale Seemannsclub“ von der Schifferstraße zur „Guten Stube“ verlagert und damit zusammengelegt. Aus dieser Einrichtung entstand 2002 der Seemannsclub „Welcome“, da die „Gute Stube“ mit der Verlängerung der Stromkaje und schnell steigenden Zahl der Schiffe zu klein wurde.
Die Seemannsmission Cuxhaven und die Seemannsmission Bremerhaven wurden 2019 vom Bundesministerium für Digitales und Verkehr als Beispiele in deutschen Hafenstädten dokumentiert, dass auch Seemannsmissionen in Deutschland den internationalen „Day of the Seafarer“ zum Anlass nehmen, im Sinne einer gesamtgesellschaftlich wichtigen Sicherheitskultur in der Seeschifffahrt mit Veranstaltungen vor Ort auf die harte Arbeit von Seeleuten aufmerksam zu machen. Inhaltlich unterstützt wird die Arbeit von Seemannsmissionen auch durch den Sonntag des Meeres. 
Der Seemannsclub „Welcome“ ist Teil der Seemannsmission Bremerhaven, die außerdem das Seemannshotel Portside und einen Bordbesuchsdienst unterhält. Die Seemannsmission Bremerhaven konnte 2021 das 125. Jubiläum begehen. Im Mai 2025 wurde von der Deutschen Seemannsmission bekannt gegeben, dass das Seemannshotel Portside aus Kosten- und Auslastungsgründen Ende 2025 geschlossen wird. Der Seemannsclub Welcome und die Bordbesuche bleiben bestehen.

## Vereinsarbeit
Neben mehreren hauptamtlichen Mitarbeitern arbeiten auch bis zu sieben (2018) Frauen und Männer, die das Freiwillige Soziale Jahr (FSJ) ableisten, im Seemannsclub. Darüber hinaus engagieren sich ehrenamtliche Helfer, die bei der Arbeit vor Ort, aber auch im Bordbesuchsdienst und bei der Abholung der Seeleute von den Schiffen tätig sind.
Im Jahr 2019 besuchten rund 24.000 Gäste den Bremerhavener Seemannsclub. Es wurden von den Mitarbeitern und Ehrenamtlichen 1.300 Schiffsbesuche durchgeführt, da nicht immer alle Seeleute im Hafen von Bord kommen.
Im gleichen Jahr wurden Gottesdienste durchgeführt, außerdem erfolgten Andachten in englischer Sprache, weiterhin Taufen, Trauungen und Beerdigungen. Die Gottesdienste und weitgehend „kirchlichen Handlungen“ werden vom Seemannspfarramt der Seemannsmission verantwortet.

## Ausstattung
Zu dem Clubhaus, einem der größten der Deutschen Seemannsmission, gehört ein Aufenthaltsraum, der mit diversen Spielen, Musikinstrumenten, W-LAN und Minikiosk für Getränke, internationale Zeitungen und notwendige Utensilien ausgestattet ist, sowie Telefonzellen für den Kontakt nach Hause, eine kleine Bibliothek und ein Gebetsraum. Außerdem ist ein Internetcafé vorhanden und ein Raum wurde mit Tischen für Poolbillard und Tischtennis eingerichtet. Ein flexibel nutzbarer Außensportplatz für Basketball, Handball, Fußball und Volleyball sowie eine geschützte Terrasse ergänzen die Ausstattung.

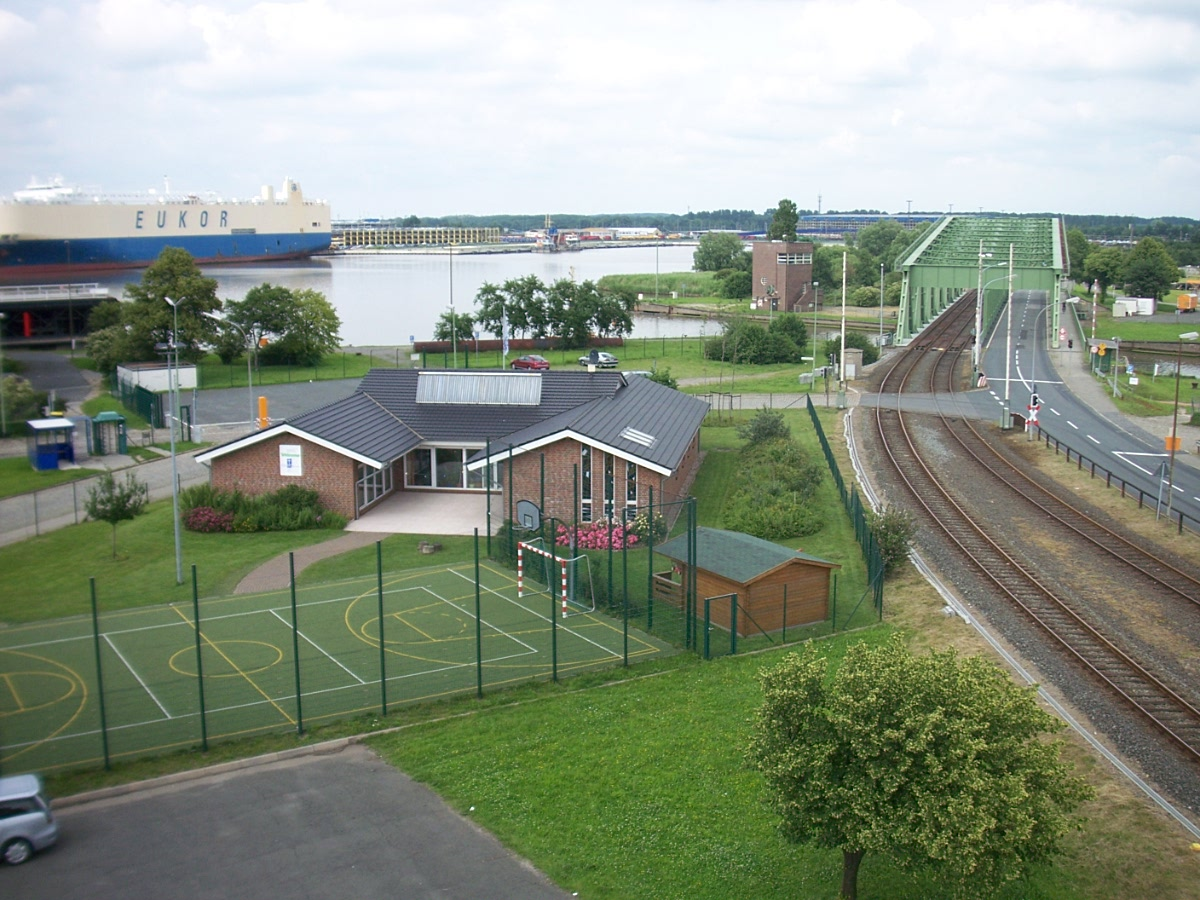
Blick von Oben
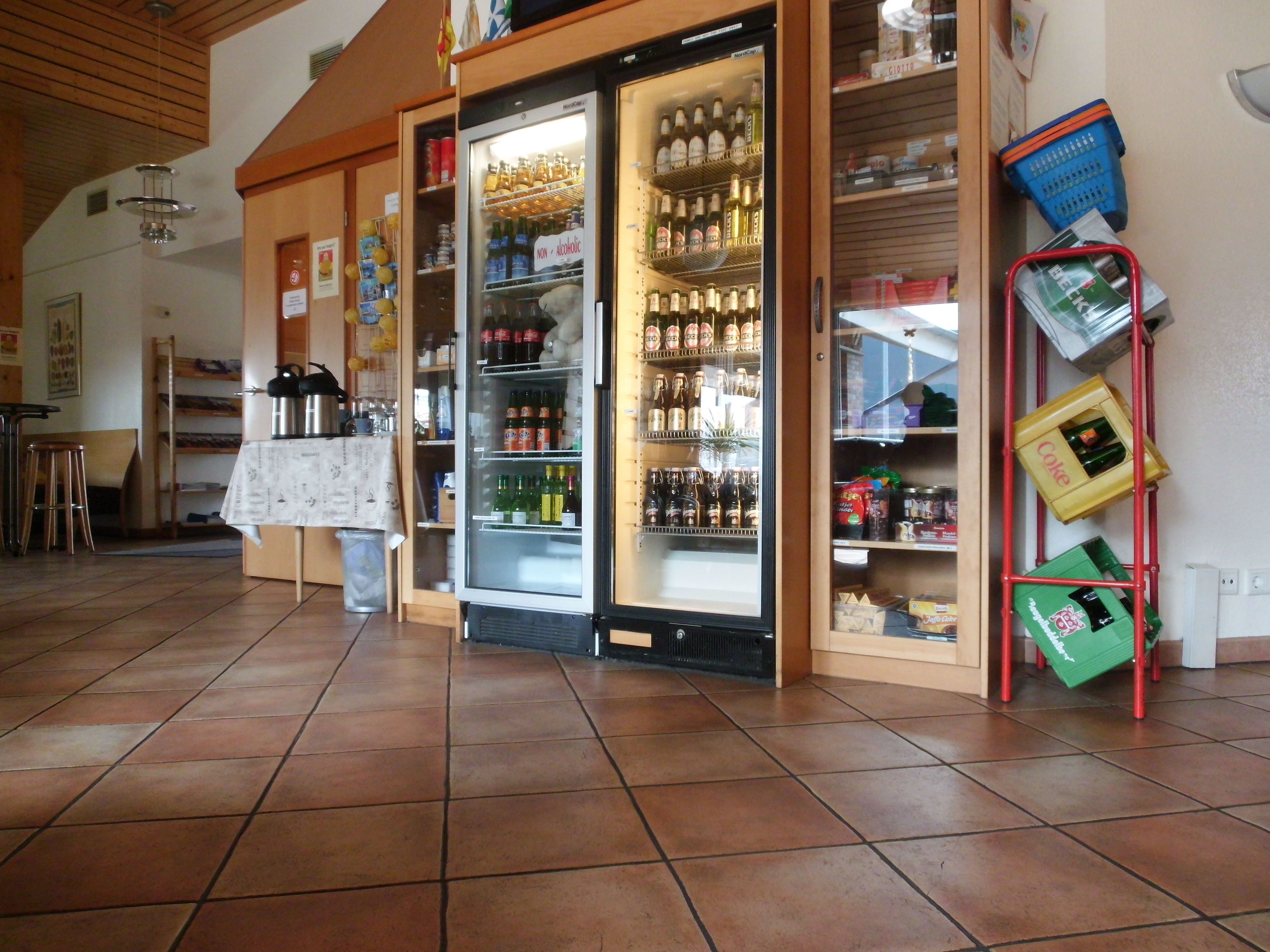
Seemannsclub Welcome, Eingangsbereich
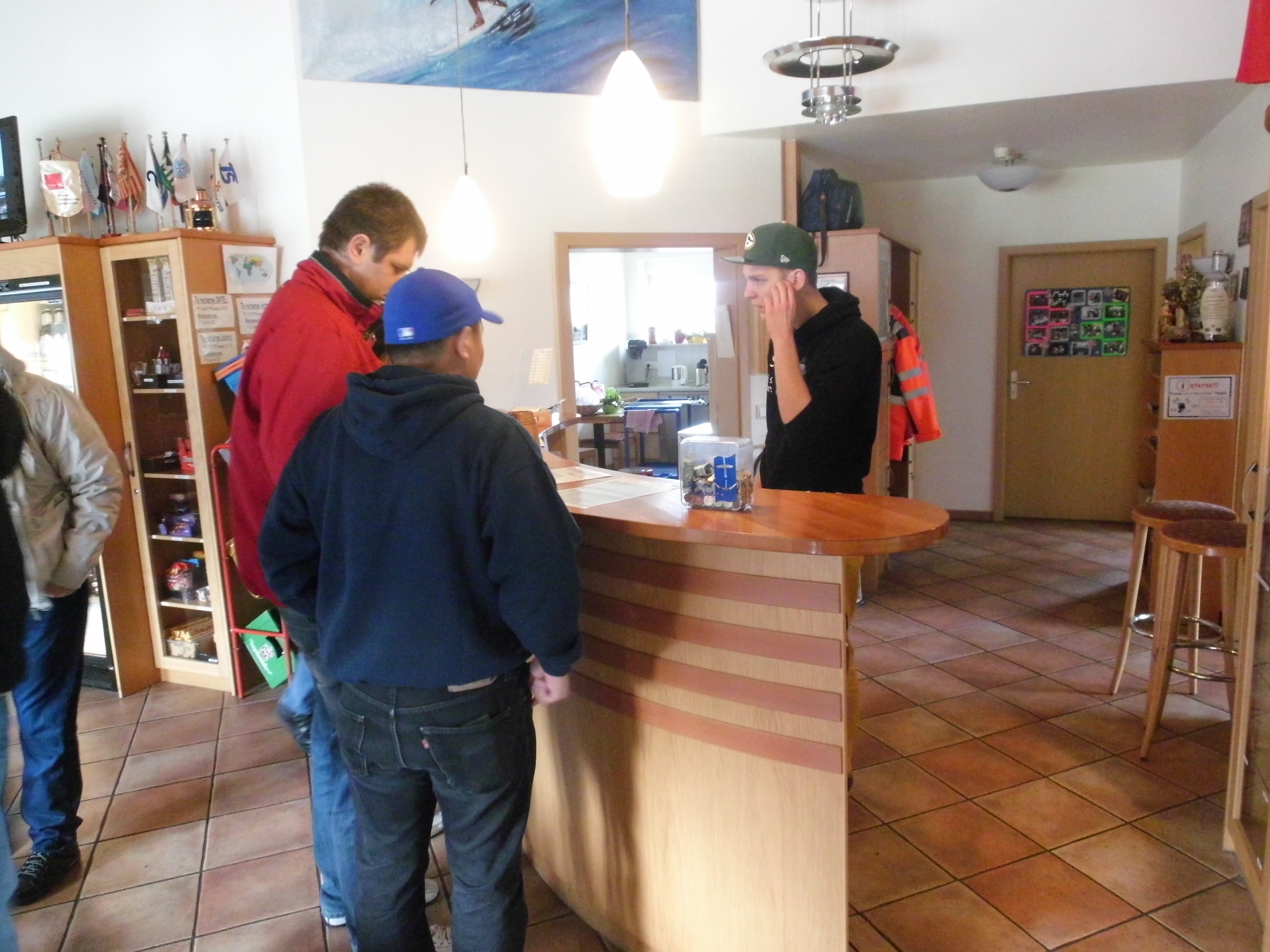
Verkaufsbereich am Tresen
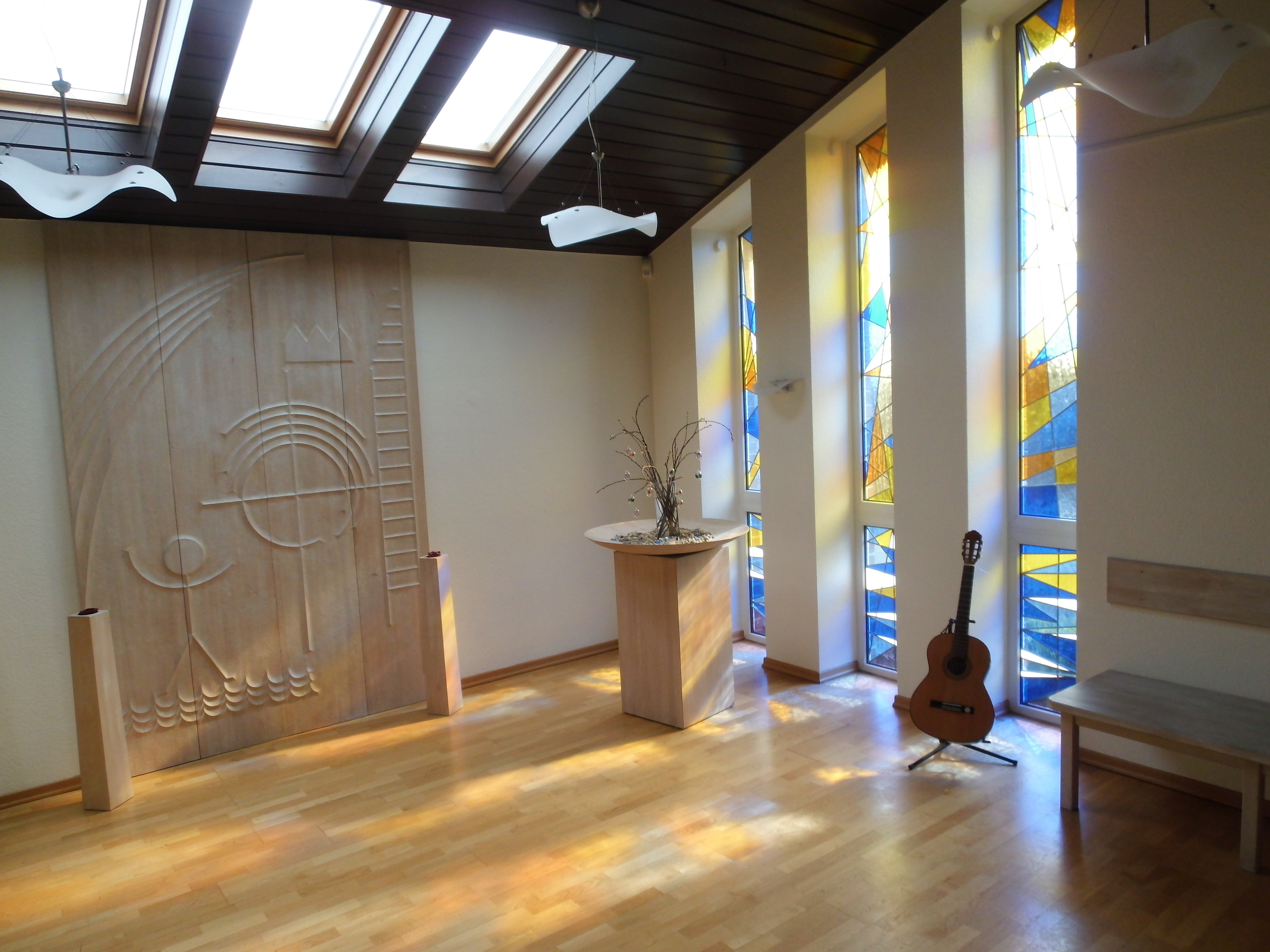
Andachtsraum oben
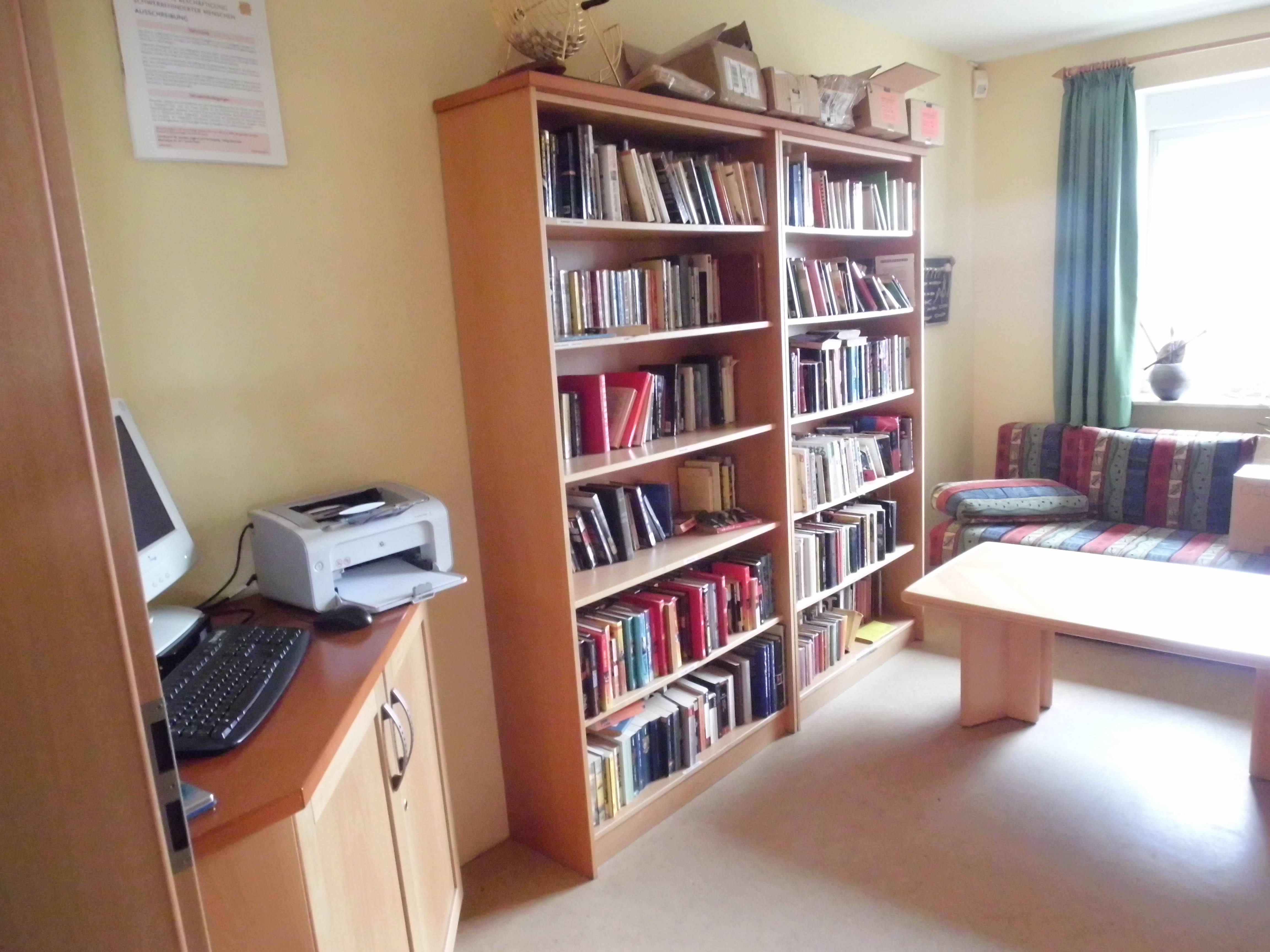
Leseraum
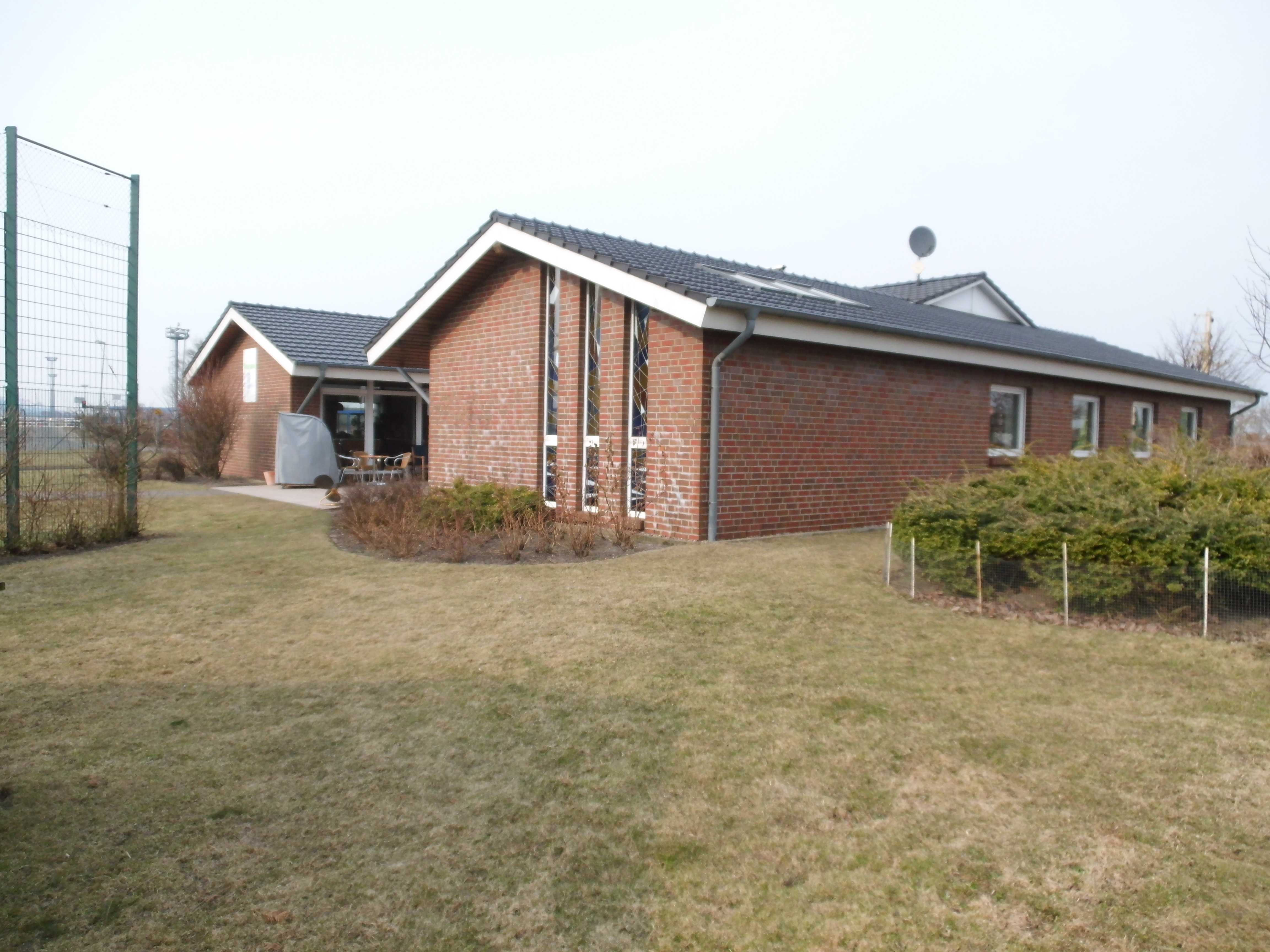
Gartenbereich

## Auszeichnung
Der Bremerhavener Seemannsclub wurde 2012 im Rahmen einer unter Seeleuten durchgeführten Abstimmung zu einem der fünf besten Seemannsclubs gewählt und gewann den ersten Platz 2015. Weltweit nominieren Seeleute ihre Favoriten beim Wettbewerb des International Committee on Seafarers’ Welfare (ICSW) entweder schriftlich oder über das Internet.